# Ponte Vittorio Emanuele III
Il ponte Vittorio Emanuele III, conosciuto anche come ponte di Olginate, è un ponte che collega Olginate a Calolziocorte.

## Storia
Un collegamento stabile tra Calolziocorte e Olginate attraverso il fiume Adda esisteva già nell'antichità, il ponte era collocato nel restringimento del corso dell'acqua, creato dai sedimenti trasportati sui lati opposti dei torrenti, Gallavesa e Aspide. Questo ponte, i cui resti sono ancora visibili durante i momenti di secca del fiume, fu costruito tra il III e IV secolo per poi essere in parte inglobato in una struttura difensiva altomedievale. Questo guado faceva parte dell’importante via Bergomum-Comum che collegava Bergamo a Como e con la via Postumia verso nord-est.
In seguito alla progressiva erosione del ponte, in epoca medievale l'attraversamento del fiume fu garantito da traghetti o ponti di barche. Significativo ricordare che il fiume Adda ricoprì a lungo il ruolo di confine tra i possedimenti della Repubblica di Venezia e il Ducato di Milano. Nel XV secolo un traghetto per lo scambio di merci collegava le due sponte dell'Adda. Dopo dei lavori di rettifica fatti dall'amministrazione austriaca del Regno Lombardo-Veneto, che danneggiarono l'attività del traghetto, nel 1846 si costruirono due pontili fissi e due torrette per sostenere la fune guida stesa tra le due sponde.
Nel 1909 iniziarono i lavori di costruzione del nuovo ponte Vittorio Emanuele III, e il ponte venne inaugurato nel 1911. Probabilmente a causa di una costruzione inadeguata, già negli anni venti, vi furono grossi interventi volti a garantirne la stabilità. Venne completamente demolita la parte superiore lasciando i soli pilastri che entrano nel letto del fiume. Nel 1925 il ponte fu abbattuto e nel 1927, sfruttando i finanziamento dell’anniversario della marcia su Roma, fu edificato l’attuale ponte, che viene tenuto da pilastri in ferro, e nel corso degli anni ha subito rinforzi ed ampliamenti che lo rendono utilizzabile.

## Struttura
Il ponte ha subito delle modifiche rispetto a come era stato pensato nel 1909: con la conclusione dei restauri nel 1927 infatti il ponte di Olginate ha cambiato aspetto. Guardando la foto storica possiamo notare una serie di campate ad arco che vanno a poggiarsi su dei piloni, oggi non più presenti. Del vecchio ponte resta solo la parte inferiore dei piloni mentre le arcate in muratura e pietra sono state sostituite da campate reticolari in cemento armato.